# Лист, Анна
Мария Анна Лист (нем. Maria Anna Liszt, урождённая Лагер; 9 мая 1788, Кремс-ан-дер-Донау — 6 февраля 1866, Париж) — мать композитора Ференца Листа.

## Биография
Мария Анна Лист родилась 9 мая 1788 года в Кремсе-ан-дер-Донау, будучи девятым ребёнком в многодетной семье пекаря Матиаса Лагера (1715—1796; на момент рождения Анны ему было уже 73 года) и его второй жены Франциски Лагер (урождённой Шуман; 1751—1797). Её дедом по отцовской линии был Матиас Лагер-старший (1660—1718). В 1796 году умер её отец, а год спустя не стало и матери; таким образом Анна стала сиротой и вскоре после этого переехала с одним из старших братьев в Маттерсбург, где одиннадцать лет проработала горничной.
В 1810 году 22-летняя Анна Лагер познакомилась с музыкантом Адамом Листом (1776—1827), который был пианистом-любителем, виолончелистом и придворным чиновником князя Эстерхази. 11 января 1811 года она вышла за него замуж в Унтерфрауэнхайде и через несколько месяцев у них родился сын Ференц (1811—1886), будущий композитор. Место его рождения с 1979 года превращено в музей.
Спустя годы, когда Ференц путешествовал по Европе со своей любовницей Мари д’Агу, именно Анна заботилась о его детях, Козиме, Блондине и Даниэле. Анна Лист умерла в возрасте 78 лет в Париже, в доме своей внучки Блондины, жены Эмиля Оливье.